# Squealer (groupe français)
Pour les articles homonymes, voir Squealer.
Squealer est un groupe de heavy metal et hard rock français, originaire de Nantes, dans les Pays de la Loire. Pascal Bailly est le chanteur - fondateur de Squealer. Le groupe se sépare en 1992, puis se reconstitue temporairement en 2009. Durant son existence, le groupe a tourné aux côtés d'autres groupes comme Motörhead et  U.D.O. En Juin 2023 Pascal Bailly reforme Squealer avec de nouveaux membres. 

## Biographie
Squealer est formé par Pascal Bailly en 1980 à Nantes, dans les Pays de la Loire. Après avoir joué avec un bon nombre de musiciens Pascal Bailly arrive a stabiliser le groupe en 1985. Le groupe est alors composé de Pascal Bailly (chant), Yann Chamberlain et Laurent Lachater (guitares), Jean-Marc Delalande (basse) et Roland Girard (batterie). Le groupe se popularise grâce à quelques démos et à un nombre incalculable de concerts. Il publie son premier album studio auto-produit, intitulé DFR (un diminutif pour Drinking, Fucking, Rocking) en 1987. L'album se vend à quelques milliers d'exemplaires. À la suite de cela, le groupe participe à bon nombre de passages télé, dont la rencontre avec Le ministre de la Culture de l'époque sur France 5, François Léotard.
Squealer signe avec le label Vogue Records, et se met rapidement à l'enregistrement d'un second album, aux côtés du producteur Gary Lyons (Rolling Stones, Aerosmith, Queen, UFO). L'album, intitulé Squealer's Mark, qui contient 11 chansons, est dépourvu de livret et de paroles, contrairement à sa version vinyle. Il est a noter la participation vocale de la femme de Gary Lyons en réponse au chant de Pascal Bailly sur la ballade No More Tears L'album est publié en 1989. Malgré un son qui ne convient pas à Pascal Bailly, et finalement au groupe tout entier, l'album rencontre aussi un beau succès, eu d'excellentes critiques dans la presse et se hisse dans le top 3 des meilleures ventes de metal en France[réf. nécessaire]. Cet album comprend notamment une reprise de la chanson She Works Hard for the Money de Donna Summer.
Bénéficiant d'un circuit de distribution pour les radios internationales, le groupe est pendant quelques semaines la formation la plus diffusée en radio au Japon devant Whitesnake, AC/DC et Motley Crue[réf. nécessaire]. Durant cette même période, le groupe est approché par Drakkard Management qui lui propose de tourner en Europe avec UDO. Malgré l'insistance du management allemand, le label français ne donne pas suite au grand désarroi du groupe. Le titre Saturday Night est réalisé avec la participation vocale de Nina Scott en réponse au chant de Pascal Bailly et de Patrick Rondat qui réalise le solo de guitare et se trouve sur la compilation Hard Rock Rendez-vous. Il est a noter le changement de batteur en la personne d'Aldo Guatieri (ex-Vinnie Vincent) durant cette période venant tout droit des États-Unis de la ville de San Francisco[réf. nécessaire]. Cette compilation se hisse au top 5 des meilleurs vente de disques de l'époque en France pendant quelques semaines[réf. nécessaire]. Squealer change de musiciens à la suite du départ de Yann et de Laurent aux États-Unis, Michel Arnaud et Bruno Robert (Rudy Roberts) se joignait au groupe en tant que nouveaux guitaristes[réf. nécessaire].
Après avoir enregistré This is What The World is All About, titre du troisième album proposé par Aldo Guatieri, et après avoir écoulé un peu plus de 50 000 albums tous supports confondus[réf. nécessaire], le groupe se sépare en 1992, non sans avoir eu un gros désaccord avec leur label du moment avant cette dissolution en ce qui concernait l'album live qui est sorti contre l'avis de Pascal Bailly qui jugeait que les conditions d'enregistrement n'avaient pas été optimales, que le rendu sonore était exécrable et que la sortie de ce live n'était donc nullement justifiée[réf. nécessaire].

## Post-séparation
Passant une longue période aux États-Unis, Laurent Lachater eu l'occasion de jouer à la guitare et basse au service de groupe locaux de Los Angeles. Depuis 2002, Laurent Lachater est guitariste au sein du groupe nantais Elmer Food Beat avec lesquels il contribue aux albums Les Rois du bord de mer et À poil les filles ! Car la vie est bien trop belle quand vous êtes….
Pascal Bailly, quant à lui, après un bref séjour aux États-Unis, où il joue quelque temps avec une formation musicale qui ne faisait que des reprises d'AC/DC, à son retour en France, il enregistre un trois titres avec le groupe Excess en Suisse, avec à la production Jean Ristori (Yes, Emerson, Lake and Palmer, Mike Oldfield, Grosby and Nash, Miles Davis, Talk Talk, Johnny Cash) qui après avoir été édité à quelques centaines d'exemplaires en 1992 sera réédité en bonus sur un album d'Excess, remasterisé en 2017 par le label No Remorse Records, portant le nom de Fatal Touch, Pascal Bailly s'essaye aussi dans les années 2000 à une carrière solo en enregistrant Colères en envies[réf. nécessaire]. 
Bien accueillis dans les médias en écoute et en diffusion sur les circuits de promotion, cet album restera cependant avec une distribution très intimiste car il rencontra des problèmes au niveau d'une signature pour une distribution digne de ce nom. Après une pause musicale de plusieurs années consacré à son autre passion qu'est le sport, et en particulier  les arts martiaux en devenant expert pour plusieurs d'entre eux (Taekwondo - Judo - Maniements des armes blanches, etc...)  il revient a sa première passion qu'est la musique  après avoir été opéré  deux fois avec succès pour une atrophie musculaire des cordes vocales due a l'arret momentané de sa fonction de chanteur. À l'heure actuelle[Quand ?], il chante dans plusieurs formations musicales, qu'il a créées dont Ballbreaker and the Johnsonnettes. Cette formation fait des reprises d'AC/DC en acoustique avec la particularité d'avoir des chœurs féminins. En parallèle, il crée aussi deux duos de musicien Plugin Cover duo tres "rock baston" et sa version acoustique Unplugin Cover et Eversongs Cover un duo piano voix. Mais désirant revenir a la composition, en Juin 2023 Pascal Bailly, aidé d'Aldo Guatieri le dernier batteur de Squealer, décide de reformer Squealer en recrutant de nouveaux membres...Vous en aurez les noms tres prochainement.....  
Yann Chamberlin, ancien guitariste du groupe, est décédé dans la nuit du 16 au 17 avril 2016, à l'âge de 50 ans. Il était notamment crédité sur les albums D.F.R. (1987) et Squealer's Mark (1989). Durant un court séjour en Islande, il avait aussi enregistré un album[Lequel ?] certifié disque d'or[réf. nécessaire].

## Membres

### Membres de base de SQUEALER
- Pascal Bailly - Chant
- Laurent Lachater — guitare
- Yann Chamberlain— guitare
- Jean-Marc Delalande — basse
- Aldo Guatieri — batterie

### Résumé des membres de SQUEALER toutes périodes confondues
- Pascal Baily — chant
- Bruno Robert - Guitare
- Michel Arnaud - Guitare
- Loïc G.Keredan — guitare
- Alain Thiery — guitare
- Laurent Lachater — guitare
- Yann Chamberlain — guitare (décédé en 2016)
- Roland Girard — batterie
- Gildas Barcq — batterie
- Thierry Barcq — guitare
- Philippe Obréjan--basse
- Aldo Guatiéri - Batterie

## Discographie SQUEALER
Discographie des formations dans lesquelles Pascal Bailly à joué
Squealer : D.F.R - Squealer's Mark - This Is What The World Is all About - Live
Excess : Shut Up Your Mouth Open your ears
Pascal Bailly Solo : Coleres et Envies
A noter que Excess a ressorti des reeditions de leurs albums avec les 3 titres sur lesquels Pascal Bailly chante
Plusieurs compilations ou figure surtout le titre Lights Of The Town